# آرکانزاس (فیلم)
آرکانزاس (به انگلیسی: Arkansas) نام یک فیلم مهیج به کارگردانی کلارک دوک و محصول ۲۰۲۰ آمریکا می‌باشد. سناریوی فیلم را کلارک دوک با مشارکت اندرو بونکرانگ نوشته و لیام همسورث، مایکل کی ویلیامز، ویویکا ای فاکس و وینس وان در آن به ایفای نقش پرداخته‌اند. این فیلم بر اساس داستانی به همین نام نوشتهٔ جان برندن ساخته شده‌است.

## داستان
کایلی ریب یک دلال مواد مخدر است که برای فردی به نام فراگ کار می‌کند. او به آرکانزاس منتقل شده و با مردی به نام سوئین هورن همکار می‌شود. رنجری به نام برایت کارفرمای این دو می‌شود. یک بار پس از توزیع مواد، نوهٔ یک خریدار مواد آن دو را تعقیب می‌کند و برایت را می‌کشد و البته خودش هم کشته می‌شود. این دو که ارتباطشان با فراگ تنها به واسطهٔ برایت بوده، چاره را در مخفی کردن مرگ برایت و ادامه دادن کار می‌بینند.